# Megatheriidae
Megatheriidae (лат.) — вымершее семейство наземных ленивцев (Folivora), существовавшее от 23 млн до 11 тыс. лет назад, примерно 22,89 миллионов лет. Образовалось в позднем олигоцене около 30 млн лет назад, в Южной Америке.
Группа включает в себя массивно сложенного Megatherium и Eremotherium. Другие Megatheriidae, более лёгкого телосложения Hapalops и Nothrotheriops, достигали до 1,2 метра в длину. Nothroteres недавно были помещены в отдельное семейство Nothrotheriidae.

## Классификация
- Подсемейство † Megatheriinae
  - Триба † Megatheriini
    - Подтриба † Prepotheriina
      - Род † Proprepotherium
      - Род † Planops
      - Род † Prepotherium

    - Подтриба † Megatheriina
      - Род † Megathericulus
      - Род † Promegatherium
      - Род † Plesiomegatherium
      - Род † Megatheridium
      - Род † Pyramiodontherium
      - Род † Megatherium
      - Род † Eremotherium
      - Род † Ocnopus
      - Род † Perezfontanatherium
- Подсемейство † Schismotheriinae
  - Род † Hapaloides
  - Род † Schismotherium
  - Род † Hapalops
  - Род † Pelecyodon
  - Род † Parapelecyodon
  - Род † Analcimorphus
  - Род † Hyperleptus
  - Род † Neohapalops